# Runcina macfarlandi
Runcina macfarlandi is een slakkensoort uit de familie van de Runcinidae. De wetenschappelijke naam van de soort werd voor het eerst geldig gepubliceerd in 1991 door Gosliner.